# Ernest Gouazé
Ernest Gouazé, né le 17 septembre 1910, à Cazères-sur-Garonne et mort le 17 juillet 1991 à Toulouse est un Résistant du groupe Combat en Ariège et déporté.

## Biographie

### La résistance
Agent d'assurance à Foix, incorporé au Maroc au début de la Seconde Guerre mondiale où il est approché par les services anglais, Revenu à Foix, il s'engage dans la résistance locale dans le groupe dit « du Lycée » dans lequel il est notamment chargé des parachutages et de faire franchir les Pyrénées aux aviateurs.
En 1942, un groupe Combat est mis en place en Ariège et dirigé par Irénée Cros, Ernest Gouazé y exerce des responsabilités sous le pseudonyme de « Grimaud ». 
Dans la nuit du 13 au 14 décembre 1943, la gestapo réalise une grande rafle contre la résistance à Toulouse et dans les départements proches. A Foix, Irénée Cros sera assassiné d'une balle dans la nuque. Ce 14 décembre, l'adjoint de Cros, Jules Amouroux, est arrêté ainsi que les responsables des groupes francs de l’Ariège, Ernest Gouazé et David Lautier.
Alors qu'il devait porter en Andorre un dossier secret destiné à un agent anglais, Ernest Gouazé est arrêté et torturé par les Allemands à la villa Lauquié, siège de la Gestapo à Foix, il ne parle pas et est envoyé en déportation au camp de concentration de Dora, d'où il reviendra vivant.

### Après guerre
Ernest Gouazé fut le premier directeur de la caisse primaire de Sécurité sociale de Foix, lors de sa création en 1945. En 1961, il dirige l'URSSAF de Foix et prend sa retraite en septembre 1970.

### Hommages
Commandeur de la Légion d'honneur le 1er avril 1988 publié au JORF le 3 avril 1988, après avoir été promu Officier le 4 décembre 1975 et Chevalier le 14 janvier 1948.